# Thông Sumatra
Thông Sumatra (danh pháp hai phần: Pinus merkusii) là một loài thông bản địa của khu vực Đông Nam Á. Tuy nhiên, một số tác giả, như các phân loại học tại Việt Nam, lại coi thông nhựa (Pinus latteri) và thông Sumatra là đồng loài (dưới danh pháp Pinus merkusii, do danh pháp này được miêu tả trước). Trong bài này coi thông nhựa và thông Sumatra là các loài khác biệt, như xử lý trong Sách đỏ IUCN.

### Phân loại
Thông Sumatra (Pinus merkusii) có quan hệ họ hàng gần với thông nhựa (Pinus latteri), loài sinh sống xa hơn về phía bắc ở Đông Nam Á, từ Myanmar tới Việt Nam và miền nam Trung Quốc. Một số nhà thực vật học coi cả hai là đồng loài (dưới tên gọi khoa học P. merkusii, là tên gọi được miêu tả sớm hơn), nhưng thông nhựa khác ở chỗ có lá dài hơn (18–27 cm) và mập hơn (dày trên 1 mm), quả nón to hơn với các vảy dày hơn, các nón thường vẫn khép trong một khoảng thời gian sau khi thuần thục và hạt có khối lượng cỡ gấp đôi khối lượng hạt thông Sumatra. Loài này cũng có họ hàng với nhóm các loài thông tại khu vực Địa Trung Hải, bao gồm thông Aleppo và thông Thổ Nhĩ Kỳ, và chia sẻ nhiều đặc trưng với chúng.

## Đặc điểm nhận biết
Thông nhựa là cây gỗ lớn, cao 25–45 m, tán hình trứng, phân cành thấp, vỏ cây màu xám nâu hay đỏ cam, thường nứt dọc sâu ở sát gốc, nhưng phần trên của thân cây thì nhẵn và dễ bong ra. Đường kính thân cây tới 1,0 m. Trong thân có nhiều nhựa, nhựa thơm hắc. Lá hình kim, có hai lá mọc cụm trên một đấu cành nhắn, lá có chiều dài 15–20 cm, dày dưới 1 mm, có màu xanh hay xanh ánh vàng. Cành ngắn đính lá thường dài 1-1,5 cm, đính vòng xoắn ốc vào cành lớn. Nón đơn tính cùng gốc, nón cái chín trong hai năm. Nón thường hình trứng hay hình nón hẹp cân đối, có kích thước thường là: chiều cao 5–8 cm, chiều rộng 2 cm khi khép và 4–5 cm khi mở, màu xanh khi non và màu nâu đỏ khi chín. Cuống nón thường thẳng và dài 1,5 cm. Lá bắc kém phát triển, lá noãn thường hóa gỗ khi chín. Mặt vảy hình thoi, có hai gờ ngang dọc nổi rõ, rốn vảy lõm. Mỗi vảy có hai hạt. Hạt dài 5–6 mm, có cánh 15–20 mm. Phát tán hạt nhờ gió.

## Phân bố
Loài thông này chủ yếu sinh sống trong khu vực miền núi ở miền bắc Sumatra, và với 2 quần thể tách biệt, trên núi Kerinci và núi Talang tại miền trung Sumatra, cũng như tại Philippines trên đảo Mindoro và dãy núi Zambales ở miền tây Luzon. Quần thể miền trung Sumatra, nằm trong khu vực có vĩ độ giữa 1° 40' và 2° 06' vĩ nam, là quần thể tự nhiên duy nhất của họ Thông (Pinaceae) nằm ở phía nam xích đạo. Nói chung loài này sinh sống ở cao độ vừa phải, chủ yếu trong khoảng 400-1.500 m, nhưng đôi khi xuống thấp tới 90 m và lên cao tới 2.000 m.